# John Benfield
John Benfield (Wanstead, 9 novembre 1951 – 16 giugno 2020) è stato un attore britannico.

## Biografia
Attivo principalmente in televisione, lavorò anche in diversi film tra cui La carica dei 101 - Questa volta la magia è vera.

### Vita privata
Dal 1989 era sposato con Lilian Lees, dalla quale ebbe un figlio, Fred.

## Filmografia

### Cinema
- Buster, regia di David Green (1988)
- L'agenda nascosta (Hidden Agenda), regia di Ken Loach (1990)
- Nel nome del padre (In the Name of the Father), regia di Jim Sheridan (1993)
- Beautiful Thing, regia di Hettie Macdonald (1996)
- La carica dei 101 - Questa volta la magia è vera (101 Dalmatians), regia di Stephen Herek (1996)
- La cugina Bette (Cousin Bette), regia di Des McAnuff (1998)
- Charlotte Gray, regia di Gillian Armstrong (2001)
- Endgame, regia di Gary Wicks (2001)
- Evilenko, regia di David Grieco (2004)
- Uragano (Flood), regia di Tony Mitchell (2007)
- Sogni e delitti (Cassandra's Dream), regia di Woody Allen (2007)
- Speed Racer, regia delle sorelle Wachowski (2008)
- La migliore offerta, regia di Giuseppe Tornatore (2013)
- A mente fredda (The Coldest Game), regia di Łukasz Kośmicki (2019)

### Televisione
- Gulag 77 (Gulag), regia di Roger Young – film TV (1985)
- Paradise Club (The Paradise Club) – serie TV, episodio 1x05 (1989)
- L'isola del tesoro (Treasure Island), regia di Fraser Clarke Heston – film TV (1990)
- Eurocops – serie TV, episodi 1x05-2x08-2x11 (1988-1990)
- Zorro – serie TV, episodio 1x19 (1990)
- Maigret – serie TV, episodio 2x03 (1993)
- Prime Suspect – serie TV, 9 episodi (1991-1995)
- I racconti della cripta (Tales from the Crypt) – serie TV, episodio 7x11 (1996)
- Dalziel and Pascoe – serie TV, episodio 5x04 (2000)
- Un angelo per May (An Angel for May) – film TV (2002)
- Holby City – serie TV, episodio 9x16 (2007)
- Metropolitan Police (The Bill) – serie TV, 4 episodi (1991-2007)
- New Tricks - Nuove tracce per vecchie volpi (New Tricks) – serie TV, episodio 7x09 (2010)
- Camelot – serie TV, episodio 1x01 (2011)
- The Tunnel – serie TV, episodio 1x10 (2013)
- Doctors – serial TV, puntata 15x162 (2014)
- Casualty – serie TV, episodi 24x17-26x06-28x42 (2009-2014)
- A.D. - La Bibbia continua (A.D.: The Bible Continues) – miniserie TV, episodi 7-8 (2015)

## Doppiatori italiani
Nelle versioni in italiano delle opere in cui ha recitato, John Benfield è stato doppiato da:
- Maurizio Fardo in Racconto d'inverno
- Sergio Antonica in Racconto d'inverno
- Carlo Valli in Enrico VI, parte I
- Paolo Lombardi in Enrico VI, parte II
- Sandro Tuminelli in Enrico VI, parte III
- Carlo Hintermann in Enrico VI, parte III
- Diego Reggente in Eurocops
- Mario Bardella in L'isola del tesoro
- Antonio Sanna in Prime Suspect
- Franco Chillemi in La carica dei 101 - Questa volta la magia è vera
- Saverio Indrio in La cugina Bette
- Bruno Alessandro in Sogni e delitti
- Luciano Roffi in A.D. - La Bibbia continua
- Cesare Rasini in A mente fredda
- Maurizio Reti in Racconto d'inverno (ridoppiaggio)
- Renato Cortesi in Racconto d'inverno (ridoppiaggio)